# Élection présidentielle serbe de 2003
L’élection présidentielle serbe de 2003 (en serbe cyrillique : Избори за председника Србије 2003, en serbe latin : Izbori za predsednika Srbije 2003) se tient le 16 novembre 2003, afin d'élire le président de la république de Serbie.
Au moment du scrutin, la fonction est vacante depuis 10 mois et la présidente de l'Assemblée nationale Nataša Mićić assume l'intérim de la présidence. Comme lors des deux précédentes occurrences, le scrutin est annulé faute d'une participation suffisante.

## Contexte
La présidente de l'Assemblée nationale Nataša Mićić devient présidente de la république de Serbie par intérim le 30 décembre 2002, le mandat de cinq ans de Milan Milutinović ayant pris fin sans successeur élu. En effet, la Serbie a organisé deux élections présidentielles à l'automne 2002, mais les résultats ont été déclarés invalides puisque moins de 50 % des inscrits se sont rendus aux urnes.
Le 12 mars 2003, le président du gouvernement Zoran Đinđić est assassiné par un tireur embusqué alors qu'il se trouve dans la cour du bâtiment du gouvernement. La piste d'un assassinat commandité par le crime organisé, alors que Đinđić avait déjà fait l'objet d'une tentative de meurtre un mois plus tôt, est privilégiée ; en conséquence, l'état d'urgence est décrété par la présidente intérimaire Nataša Mićić. Le conseil exécutif du Parti démocrate — principale formation de la coalition Opposition démocratique de Serbie (DOS) au pouvoir — se réunit cinq jours plus tard et choisit son vice-président et ancien ministre fédéral de l'Intérieur Zoran Živković comme nouveau chef de l'exécutif. L'état d'urgence est levé le 22 avril, tandis que le gouvernement lance une opération de grande ampleur contre les mafias qui se traduisent 10 000 interpellations, dont 4 500 placements en détention provisoire, révélant l'existence d'un vaste réseau criminel forgé sous le règne de Slobodan Milošević avec la complicité des autorités serbes.

## Mode de scrutin

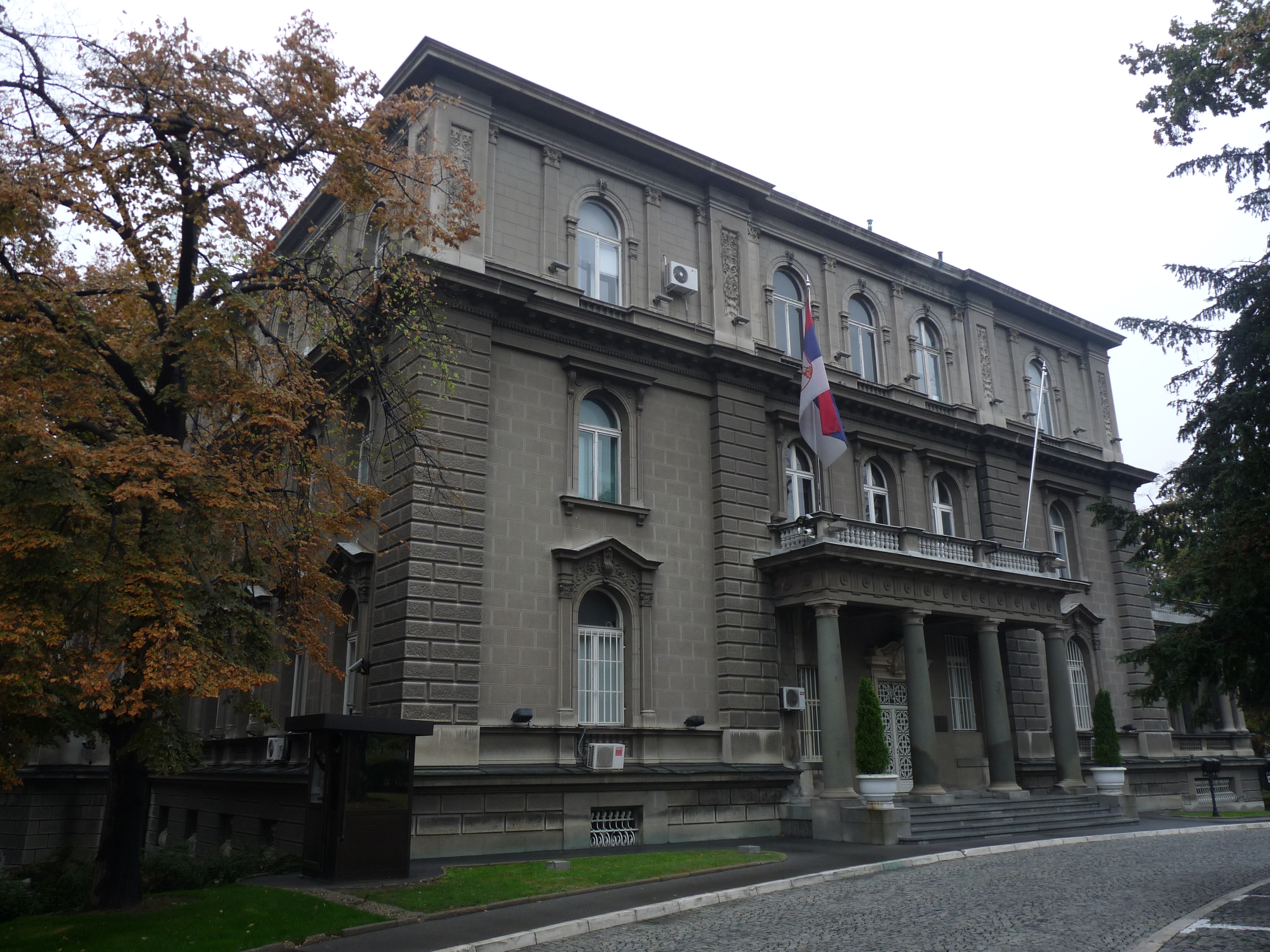
Le Novi dvor, résidence officielle du président serbe.

Le président de la République (Председник Републике Србије, Predsednik Republike Srbije) est le chef de l'État de la république de Serbie, république autonome au sein de la république fédérale de Yougoslavie (RFY).
Selon les dispositions de l'article 86 de la Constitution, le président est élu pour un mandat de cinq ans renouvelable une seule fois au suffrage universel, au scrutin secret et au scrutin uninominal majoritaire à deux tours.
Peuvent être candidats les citoyens serbes soutenus par un parti politique officiellement enregistré au plus tard la veille de la convocation du scrutin, ou parrainés par au moins 10 000 électeurs inscrits.
La loi électorale dispose que, pour l'emporter au premier tour, un candidat doit recueillir un nombre de voix équivalent à la majorité absolue des votants. En cas d'échec, un second tour est convoqué deux semaines plus tard entre les deux candidats arrivés en tête. Est élu celui qui remporte le plus grand nombre de suffrages. Au premier comme au second tour, la participation d'au moins la moitié des inscrits est nécessaire pour valider le résultat.

## Résultats

### Voix
| Candidat                 | Candidat                 | Parti                                 | Premier tour | Premier tour | Second tour  | Second tour  |
| Candidat                 | Candidat                 | Parti                                 | Voix         | %            | Voix         | %            |
| ------------------------ | ------------------------ | ------------------------------------- | ------------ | ------------ | ------------ | ------------ |
|                          | Tomislav Nikolić         | Parti radical (SRS)                   | 1 166 896    | 46,23        | Non convoqué | Non convoqué |
|                          | Dragoljub Mićunović      | Parti démocrate (DS)                  | 893 906      | 35,42        | Non convoqué | Non convoqué |
|                          | Velimir Ilić             | Nouvelle Serbie (NS)                  | 229 229      | 9,08         | Non convoqué | Non convoqué |
|                          | Marijan Rističević       | Parti national paysan (NSS)           | 72 105       | 2,86         | Non convoqué | Non convoqué |
|                          | Dragan Tomić             | Parti socialiste (SPS)                | 54 703       | 2,17         | Non convoqué | Non convoqué |
|                          | Radoslav Avlijaš         | Parti démocratique de la patrie (DSO) | 20 872       | 0,83         | Non convoqué | Non convoqué |
|                          | Votes blancs et nuls     | Votes blancs et nuls                  | 86 268       | 3,42         | Non convoqué | Non convoqué |
|                          |                          |                                       |              |              |              |              |
| Total                    | Total                    | Total                                 | 2 523 889    | 100          |              |              |
| Abstention               | Abstention               | Abstention                            | 3 982 616    | 61,21        |              |              |
| Inscrits / participation | Inscrits / participation | Inscrits / participation              | 6 506 505    | 38,79        |              |              |